# 太陽 (いきものがかりの曲)
「太陽」（たいよう）は、いきものがかりの楽曲。自身の2作目の配信シングルとして、ソニー・ミュージックレーベルズ / エピックレコードジャパンからダウンロード配信で2019年3月15日に発売された。

## 概要
いきものがかりの活動休止（放牧）期間中にもファンクラブ「1年2組」を辞めなかった会員向けに制作された楽曲で、2018年11月3日の活動再開（集牧）の際、当楽曲1曲を収録したCDが会員向けに無料でプレゼントされた。そのあとに新規会員になっても再度CDが送付されることはなく、他に聴く手段はなかったが、いきものがかりのメジャーデビュー記念日にちなんで、2019年3月15日に配信限定シングルとして販売が開始された。
本作は作詞・作曲を初めてメンバー3人で担当した。歌詞には今までに発売した楽曲のタイトルが散りばめられており、これまでの感謝の気持ちとこれからの決意が込められている。8分の6拍子の軽やかなリズムのアコースティック調の曲調になっている。ボーカルの吉岡聖恵（よしおかきよえ）は、「いままで、メンバー全員で、ひとつの曲を作ったことが無かったので、新しいチャレンジが出来て、嬉しかったし、何より、楽しかった!!」と笑顔で語った。一方、リーダーの水野良樹（みずのよしき）は、「３人の意見がなかなか合わず、歌詞作りに苦戦した」と語り、全員でひとつの曲を作る難しさを感じたことがわかる。しかし、山下穂尊（やましたほたか）は、「もともと、『メンバー全員で曲を作りたい』と思っていたので、貴重な経験が出来た」と語った。だが、レコーディングが終わり、その音源を聴いた3人は、「いい曲が出来た!!」と確信したとのことである。
JA共済「ささエール」CMソングに使用。「いきものがかり Official YouTube Channel」に投稿されているSing Videoには川島海荷が出演している。

## 収録曲
| 全作詞・作曲: いきものがかり。 |           |                |                |          |      |
| #                              | タイトル  | 作詞           | 作曲・編曲     | 編曲     | 時間 |
| 1.                             | 「太陽」  | いきものがかり | いきものがかり | 本間昭光 | 4:57 |
| 合計時間:                      | 合計時間: | 合計時間:      | 4:57           |          |      |